# Narkijärvi
Narkijärvi är en sjö i Finland. Den ligger i kommunen Kittilä i landskapet Lappland, i den norra delen av landet, 900 km norr om huvudstaden Helsingfors. Narkijärvi ligger 291 meter över havet. Arean är 55,2 hektar och strandlinjen är 4,74 kilometer lång. Sjön  ingår i Kemi älvs huvudavrinningsområde. 